# Брайан Фьюри
Брайан Фьюри (англ. Bryan Fury; яп. ブライアン・フューリー, Бурайан Фю:ри:) — персонаж франшизы Tekken. Начиная с Tekken 3 (1997) он появлялся во всех последующих играх серии. В прошлом был офицером Интерпола, который погиб в перестрелке. Учёный доктор Абель воскресил Брайана с помощью кибернетики, после чего тот превратился в безумного киборга, одержимого силой.

## Появления

### ВTekken
Офицер Интерпола Брайан погиб в перестрелке в Гонконге. Его труп поступил в распоряжение безумного учёного доктора Абеля, который использовал Брайана в качестве подопытного образца в рамках проекта по созданию киборгов. Абель считал, что идеальный киборг должен функционировать на механике, разработанной его соперником доктором Босконовичем, поэтому он воскресил Брайана и отправил собирать данные об аналогичных экспериментах Босконовича. Воскрешение повредило психику Брайана, в результате чего в нём проявилась неумеренная жестокость; он вознамерился стать сильнейшим бойцом и уничтожить любого, кто встанет на его пути.
Брайан становится участником третьего турнира «Король Железного Кулака», где сталкивается с близким другом Босконовича Ёсимицу и проигрывает ему. В Tekken 4 (2001) Хэйхати Мисима нанимает Абеля на должность ведущего научного сотрудника Мисима Дзайбацу, из-за чего учёный теряет интерес к Брайану. Тот приходит в неистовую ярость и решает принять участие в четвёртом турнире «Короля Железного Кулака», полагая, что после победы в нём Абель модернизирует его тело и превратит в самое могущественное существо на планете. Брайан терпит поражение и из последних сил убивает Абеля, после чего теряет сознание в горящей лаборатории. Ёсимицу находит Брайана и относит его к доктору Босконовичу, который соглашается переместить сознание киборга в новое тело, осознавая, что на это уйдёт год.
В Tekken 5 (2004) Брайан приходит в себя спустя месяц после начала эксперимента Босконовича. Учёный поместил в его кибернетическое тело генератор непрерывного накопления энергии, чтобы оно могло нормального функционировать. Придя к выводу, что ему не хватает энергии, Брайан атакует Босконовича и охраняющих его членов клана Мандзи, а затем покидает лабораторию. Брайан вступает в пятый турнир «Короля Железного Кулака», чтобы оценить производительность генератора, не подозревая, что Ёсимицу последовал за ним с целью отомстить. Брайану не удаётся осуществить свой замысел из-за постоянного вмешательства Ёсимицу, которому он, в конечном итоге, проигрывает. Потерпев поражение, Брайан посещает различные боевые действия по всему миру в попытках удовлетворить свою жажду разрушения. Вскоре он устаёт от лёгких побед и, узнав о начале шестого турнира «Король Железного Кулака», принимает участие в нём в поисках более крупной добычи. В Tekken 7 (2015) Брайан является одним из 18 игровых персонажей, доступных в начале игры.
Брайан появляется в следующих спин-оффах серии: Tekken Card Challenge (1999), Tekken Tag Tournament (1999), Tekken Tag Tournament 2 (2011), Tekken 3D: Prime Edition (2012) и Tekken Revolution (2013). В файтинге-кроссове Street Fighter X Tekken (2012) Брайан становится доступен для игры после приобретения DLC; его боевым партнёром выступает Джек-X. Также у него есть альтернативный скин, напоминающий костюм Уриена; в свою очередь сменный костюм М. Байсона создавался по образцу снаряжения Брайана. По сюжету, Уриен признаёт силу Брайана и принимает его в свою организацию.  

### В других медиа
Брайан появляется в трёх комиксах франшизы — Tekken: Tekken Saga (1997) (неизданный выпуск), Tekken: Tatakai no Kanatani (2000) и Tekken Forever (2003). В фильме «Теккен» (2009) его сыграл Гэри Дэниелс. По версии фильма, он является кибернетически усовершенственным человеком. Кадзуя Мисима приказывает ему убить Дзина Кадзаму в обмен на своё молчание касательно противозаконных улучшений Брайана. После того, как Кадзуя изменил правила турнира, сделав так, что участники были вынуждены убивать друг друга, чтобы выиграть, Брайан сражается с Сергеем Драгуновым, которого удушает цепью. Позже он сражается с Дзином Кадзамой, и, хотя большую часть боя он одерживает верх, Дзин, вспоминая тренировки с Дзюн Кадзамой, следует её советам и вычисляет слабые места своего оппонента. В результате, ему удаётся победить и убить Брайана. До своей смерти Брайан был действующим королём турнира «Железный Кулак». Также Брайан появляется в фильме-приквеле «Теккен 2» (2014), где его вновь сыграл Дэниелс. В анимационном фильме Tekken: Blood Vengeance (2011) Анна Уильямс видит досье на Брайана во время поиска информации об участниках турнира.

## Образ
Брайан — мускулистый мужчина с седыми волосами в возрасте около 30 лет. На его шее расположены две татуировки пламени, а на левом предплечье он носит красную повязку. Тело киборга покрыто множеством шрамов, в том числе: вертикальным на лице, большим крестообразным на спине и длинным вертикальным на туловище. Он носил несколько военных костюмов; частыми атрибутами его образа были: камуфляжные штаны, армейские ботинки, перчатки и наколенники. В Tekken 3 и Tag Tournament Брайан носил чёрный жилет с непонятной надписью «A.T–O».
В Tekken 4 Брайан носил расстёгнутую зелёную куртку в стиле милитари, синие штаны с патронташем на правой ноге и небольшой карманный нож под ним. В Tekken 5 он перестал носить куртку; на левой ноге стало больше патронашей, а на голени появилась связка с гранатами. Также образ Брайана дополнили кастеты с шипами. Альтернативный скин состоял из штанов из змеиной кожи, чёрной футболки, чёрных туфель и перчаток. 
В Tekken 7 Брайан вновь надел зелёную куртку из Tekken 4 и серые камуфляжные штаны. В этой части на левой руке и правой ноге персонажа отсутствовала кожа. Кроме того, он скрыл лицо под чёрной маской-банданой с изображением челюсти скелета и высунутым языком. В Tekken 8 Брайан вернулся к классическому образу из предыдущих игр с патронажем на правом предплечье и парой шипастых перчаток.

## Геймплей
Брайан – кикбоксёр с мощными, но не слишком быстрыми атаками. Наибольший урон наносят его контрудары. Одним из самых известных приёмов Брайана является «Fisherman Slam»; при этом он отрывает от земли своего противника мощным ударом  в грудь, а затем швыряет на землю, раздаваясь злобным смехом. Когда другие персонажи атакуют его специальными атаками, такими как «Volcano Blaster» Джека или «Bad Habit» Нины, Брайан также начинает злобно смеяться.
В то же время, Брайан обладает ограниченным набором команд, из-за чего игрокам приходится идти на риск, чтобы выполнить комбо, отнимающее 30% здоровья. Брайан — единственный персонаж, чьё комбо из десяти ударов не включает в себя атаки снизу. Боевой стиль Брайана представляет собой комбинацию ударов руками, ногами, локтями и коленями.

## Восприятие
В своей рецензии на Tekken 3 Next Generation описал Брайана как «самого страшного персонажа из нового поколения». В 2012 году Cheat Code Central поместил Брайана на 6-е место среди «самых крутых бойцов в играх», резюмируя: «На бумаге Брайан Фьюри — кикбоксёр, на практике — безумец. Он зомби-полицейский, который оторвёт тебе лицо, если ты усмехнёшься в его сторону». В 2013 году журнал Complex дал Брайану 14-е место среди «лучших персонажей Tekken», отметив: «Всё начинается со смеха, безумного гогота, который он издаёт перед началом сражений. Брайан довольно живой для зомби, не говоря уже о его безумии». 4thletter поместил концовки Брайана из Tekken 5 и Tekken Tag Tournament 2 на 24-е место в списке «200 лучших концовок в файтингах». В статье GamesRadar, посвящённой Street Fighter X Tekken, была дана оценка персонажа: «Иногда Брайан ищет способ продлить свою искусственную жизнь, как злодеи фильма „Бегущий по лезвию“ (1982), а порой он просто участвует в турнирах, чтобы проверить свою силу. Брайан — один из самых жестоких бойцов в Tekken». PlayStation Universe включила Брайана и Ёсимицу в пятёрку лучших соперников в Tekken Tag Tournament 2 с комментарием: «Брайан — сильный боец; своими мощными ногами и руками он наносит несколько разрушительных для здоровья ударов, в то время как Ёсимицу может сбивать с толку и мучить жертву с помощью запутанных комбинаций». Питер Остин из WhatCulture назвал Брайана «вторым величайшим персонажем Tekken всех времён». Den of Geek поместил Брайана на 7-е место среди «лучших персонажей Tekken», отметив: «Кто-то в Namco смекнул, что Рой Бэтти из „Бегущего по лезвию“ мог бы стать хорошим персонажем файтинга, и благослови его Бог, потому что он был прав. Брайан Фьюри — забавный киборг-нежить, который хочет оторвать тебе челюсть под звонкий хохот». Paste дал Брайану 16-е место в списке «лучших персонажей Tekken», резюмируя: «Фьюри бродит по миру в поисках битв, достойных его талантов, убивая любого, кто достаточно смел, чтобы встать у него на пути, с помощью своего мощного кибернетического тела и кикбоксинга». В официальном опросе для фанатов, проведённом Namco, Брайан занял 10-е место среди самых востребованных персонажей Tekken в Tekken X Street Fighter, набрав 9,72% голосов.
В России известен как «Каменщик» благодаря мемной любительской озвучке Tekken 3 от пользователя Emerald Weapon.